# Meconopsis villosa
Meconopsis villosa (amapola de los bosques del Himalaya; o Cathcartia villosa Hook.f. ex Hook.) es una amapola ornamental perenne nativa del este de Nepal y Bután. Sus flores son amarillas y sus hojas se asemejan a las hojas del roble.